# Antic Hospital de Culla
L'Antic Hospital de Culla, a la comarca de l'Alt Maestrat, és un edifici sanitari, destinat a hospital, que està declarat Bé Immoble de Rellevància Local, pertanyent al Nucli històric de Culla, declarat al seu torn com Bé d'Interès Cultural, constant així en la Direcció General de Patrimoni Artístic de la Generalitat Valenciana, amb un codi identificador nombre: 12.02.051-010.

## Descripció historicoartística
Es tracta d'un edifici construït al segle xvii, en el qual es va instal·lar la seu de l'Obra Social fundada per Domènech Serrana al segle xiv.
En un primer moment va ser utilitzat com a alberg per a persones pobres, així com a hospital, també de pobres. S'hi socorria sobretot a dones necessitades, òrfenes i vídues, s'aconseguí així donar a aquestes dones un dot perquè d'aquesta manera poguessin casar-se o bé ingressar en un convent.
L'edifici va ser rehabilitat l'any 1993, utilitzant-se en l'actualitat com a sala d'exposicions, entre les quals destaca les permanents com ara l'anomenada "Exposició Antiga Aula Escolar".
També a les seves instal·lacions es duen a terme exposicions de la Fundació La Llum de les Imatges, amb el nom «Pulchra Magistri. L'esplendor del Maestrat a Castelló. Culla, Catí, Benicarló, Vinaròs. 2013-2014».